# 流浪少女娜兒
《流浪少女娜兒》（さすらいの少女ネル）是在東京12頻道所播映的麒麟名曲浪漫劇場動畫作品，改編自英國作家查爾斯·狄更斯的作品《老古董店》（The Old Curiosity Shop）。自1979年10月25日播至同年1980年5月1日，全26話。

## 故事概要
19世紀初期的英國倫敦，有個經營古董店的老人崔恩特，因為生活貧困而向放高利貸的吉爾普借錢，但是借款的期限快到了又籌不出錢無法還給他。因此他只好帶著孫女娜兒，逃到他死去兒子的妻子羅莎(娜兒的母親)與孫子馬里歐(娜兒的哥哥)所住的家裡去。但是，卻已經沒有人住在那個地方了。在遇到附近的村人時問了之後，得知羅莎他們在離開這個家之前留下「到樂園去」這句話。因此崔恩特與娜兒以樂園為目標而繼續旅行著。
但是，這一路上的旅程並不是非常平穩的。放高利貸的吉爾普與他雇用的律師布萊斯執意追趕的娜兒他們。吉爾普想要拿回被娜兒拿走已經作為抵押的音樂盒(他的目的不僅僅是只有這個，在這裡是為了割愛)，布萊斯為了和娜兒結婚決定要追回崔恩特他們。
但是，追趕他們的不是只有吉爾普他們而已，在崔恩特的店裡工作的少年齊特與神祕男子他們，也一起追趕著崔恩特與娜兒他們。
持續了半年的旅行，娜兒他們到達了愛爾蘭的北部。在這裡吉爾普死在這裡並沉入海底，而布萊斯被逮捕了。好不容易娜兒與崔恩特他們到達了樂園這裡。打算以滿心喜悅的心情見母親與哥哥的娜兒，只是沒想到聽見了非常震撼的事實，而趕上娜兒他們的神秘男子的真面目也立即揭曉……。

## 登場人物

### 主要人物
娜兒‧崔恩特（配音員：麻上洋子）
本故事的主角。羅莎的女兒，崔恩特的孫女。非常擅長母親敎給她製作人偶的方法，在旅行的時候幫助人之後，就會送給他自己所製作的人偶禮物。她這樣做事有別的目的的，認為母親也已可能會做同樣的人偶，以這樣來發現母親在哪裡的線索。她的身體不算是很好，在旅行途中也因為幾次的疲勞而生了病。非常堅強的像大人一樣，不過也對人偶劇團非常的著迷，在森林裡與年齡相仿的男孩子來回奔跑，顯示出有孩童純真的一面。在獲知母親「在樂園」的情報時，崔恩特不相信並認為「沒有存在那樣的地方」，可是娜兒她抱持著這樣的想法確性一定有這樣的地方，並且往那個地方前去。
崔恩特（配音員：峰惠研）
娜兒的爺爺。在倫敦經營古董店。由於兒子生了不明的病而死去，對於媳婦羅莎不諒解，認為是她造成的。羅莎受不了，打算帶著兒子馬里歐與年幼的娜兒一起離開家，不過崔恩特他說要留下娜兒。沒有辦法的羅莎只好把娜兒留下來，讓娜兒與母親離別，使的娜兒與爺爺崔恩特一起生活。但是之後因為窮困卻中了惡劣的高利貸吉爾普的陷阱，因此就只好與娜兒一起逃走。與娜兒在一起旅行非常快樂，但是卻也有受到金錢的誘惑，也打破了他與娜兒別去賭博的約定。但後來娜兒還是選擇和他在一起。對於娜兒所說的「樂園」，他一開始不太相信，可是到了後來，他卻也慢慢相信樂園是存在的。而對娜兒的朋友齊特，也是很好的待他。
奇洛
娜兒和爺爺崔恩特養的貓咪。
齊特（配音員：太田淑子）
在崔恩特經營的店裡工作的少年，娜兒的朋友。為了幫助崔恩特他們逃跑而失去了工作，暫時轉而去做別的工作。在那裡度過著每一天，有一天突然出現了個披著斗篷，留著鬍子的神祕男子打破了這樣的事情。之後那個拿的抓住齊特他，並且命令要他一起來。這個神祕男子想要探查娜兒的下落，渾然不知的齊特他就與他一起旅行，後來他發現那個神祕男子也在找娜兒。
瑪莎
齊特的母親，對於齊特去找娜兒的事情並不反對。
神秘男子（配音員：曾我部和恭）
在娜兒與崔恩特連夜逃跑時，意外出現在倫敦的男子。而他的真實身分就是娜兒的哥哥馬里歐・崔恩特，他披著斗篷，留著鬍子。乍看之下像是個老人，但齊特與他在一起久了之後，發現他的聲音和體型都是裝出來的。不過和之前敘述的一樣，他強拉著齊特要和他一起旅行，並追趕的娜兒他們。不過他並不是吉爾普的同夥，是敵是友齊特並不清楚，在故事進入尾聲時顯現出他的真面目。對於半信半疑的齊特，事實上他並沒有真的很在意。
吉爾普（配音員：熊倉一雄）
倫敦的高利貸。吉爾普商會的經營人。因為崔恩特在期限前還不出錢，打算把崔恩特的店做為抵押。也打算要拿羅莎留給娜兒的音樂盒做抵押，不過崔恩特逃走的時候，娜兒也把那個音樂盒帶著逃走了。固執的追趕的娜兒他們。並且打算把那作為他的養女，這想法與布萊斯完全不同，不過吉爾普他的目的只是為了錢而已。
布萊斯（配音員：八代駿）
律師。對吉爾普唯命是從。對娜兒一見鍾情，是個想要和娜兒結婚的變態。稱呼娜兒為「小娜兒」。30歲出頭的男性，經常穿著紳士般的服裝，不過卻會說女性撒嬌的話的人妖。在吉爾普不敢抗命，但對於手下傑姆與潘卻作威作福。打算以紳士的方式，希望別弄丟娜兒。
羅莎‧崔恩特（配音員：高橋直子）
娜兒的母親。崔恩特的兒子的妻子。不過她卻被崔恩特討厭。崔恩特的兒子(羅莎的丈夫)他「生了不明的病」而死去。崔恩特不能接受這個事實，想說他兒子的死一定是羅莎她的錯，並且非常辛苦。某個冬天，她受不了了，就想帶著兩個孩子離開崔恩特身邊，但崔恩特不認同，因此就把還年幼的孩子娜兒給留了下來。哭著跟隨著羅莎她離開的，就只有長子馬里歐了。
旁白（配音員：稻垣美穗子）
本故事的解說員。擔任解說故事的部份。

## 工作人員
- 導演：土屋啓之助
- 分鏡：藤峰雄
- 演出：藤峰雄
- 劇本：藤川桂介
- 作畫監督：椛島義夫、葛岡博
- 人物設計：椛島義夫
- 音樂：伊部晴美
- 片頭：北島信幸
- 導播：西牧秀夫
- 製作：東京12Channel、DAX International

## 主題歌、插入歌
- 「麒麟名曲浪漫劇場」共同片頭曲「神啊！告訴我吧！」(第1話~第26話)
  - 作詞：峰健二、作曲：西島三重子、編曲：神保正明、歌：大和田律子
- 片頭曲「安妮蘿莉」（蘇格蘭民謠）(第1話~第26話)
- 「麒麟名曲浪漫劇場」共同片尾曲『相愛的戀人們』(第1話~第26話)
  - 作詞：峰健二、作曲：西島三重子、編曲：神保正明、歌：大和田律子

## 標題播映表
| 話數 | 副標題           | 播映日         |
| ---- | ---------------- | -------------- |
| 1    | 黎明的逃出       | 1979年10月25日 |
| 2    | 前往樂園去找母親 | 1979年11月1日  |
| 3    | 娜兒被賣掉了     | 1979年11月8日  |
| 4    | 一剎那的幸福     | 1979年11月15日 |
| 5    | 暴風雨的一夜     | 1979年11月22日 |
| 6    | 母親的面貌       | 1979年11月29日 |
| 7    | 幻化成鳥的少年   | 1979年12月6日  |
| 8    | 越過危險的山     | 1979年12月13日 |
| 9    | 聖誕夜的事情     | 1979年12月20日 |
| 10   | 碼頭的追蹤       | 1980年1月10日  |
| 11   | 喜悅的航程       | 1980年1月17日  |
| 12   | 樂園在哪裡？     | 1980年1月24日  |
| 13   | 消失的音樂盒     | 1980年1月31日  |
| 14   | 娜兒被抓了       | 1980年2月7日   |
| 15   | 再見了！爺爺     | 1980年2月14日  |
| 16   | 吉爾普的陰險詭計 | 1980年2月21日  |
| 17   | 秘密房子的客人   | 1980年2月28日  |
| 18   | 我有個哥哥？     | 1980年3月6日   |
| 19   | 花之女王         | 1980年3月13日  |
| 20   | 茱麗葉的戀人     | 1980年3月20日  |
| 21   | 古城的幽靈       | 1980年3月27日  |
| 22   | 爺爺的秘密       | 1980年4月3日   |
| 23   | 幸運的沒缺點王子 | 1980年4月10日  |
| 24   | 窮追不捨的吉爾普 | 1980年4月17日  |
| 25   | 愛的樂園         | 1980年4月24日  |
| 26   | 踏上希望的旅程   | 1980年5月1日   |

## 備考
作品中的BGM裡有使用『綠袖子』、『倫敦橋』、『庭院的千草』的英格蘭、蘇格蘭、愛爾蘭等等的有名民謠。